# N'guigmi
N'guigmi è un comune rurale del Niger, capoluogo del dipartimento omonimo nella regione di Diffa.